# Ryōkan
Ryōkan, japanska 良寛, även kallad Ryokwan i svensk litteratur, född 2 november 1758 i Izumozaki som Yamamuto Eizō, i provinsen Echigo (nuvarande Niigata prefektur), död 18 februari 1831 i Shimazaki, var en zenbuddhistisk sōtōmunk. Större delen av sitt liv levde han som kringvandrande eremit och tiggare. Hans berömmelse härrör från olika former av japansk waka och från hans kalligrafi. Numera ses han som en av Edoperiodens största poeter, vid sidan av Basho, Buson och Issa.

## Utmärkelser
Asteroiden 6031 Ryokan är uppkallad efter honom.

## På svenska
- Ryokwan - en japansk poet, poesi i svensk tolkning av Bo Ranman & Björn Lindgren, Fri Press nr 12, 1976, 1993
- Daggdroppar på ett lotusblad : Ryokwans liv och poesi, tolkning och presentation av Bo Ranman, Fri Press, 2016